# John Kani
John Kani, född 30 november 1942 i New Brighton, är en sydafrikansk skådespelare.
Kani har bland annat medverkat i filmerna Lejonkungen, Murder Mystery och Black Panther.

## Filmografi (i urval)
- 2009 – Kampen om Sydafrika
- 2016 – Captain America: Civil War
- 2018 – Black Panther
- 2019 – Murder Mystery
- 2019 – Lejonkungen
- 2023 – Murder Mystery 2
- 2024 – Mufasa: Lejonkungen